# Lambert de Zonnebeke
Lambert, ou Lambert de Zonnebeke, né avant 1093 et mort en 1122 ou 1123, est un prélat français du XIIe siècle, évêque de Noyon-Tournai de 1114 à 1122 ou 1123.

## Biographie
Lambert de Zonnebeke, d’origine noble, appartient à la famille des châtelains d’Ypres. Fils de Thitbold (ou Thibaud, mort après 1093), chevalier, et petit-fils de Fromold (ou Fulpold, ca. 1050-ca. 1098), fondateur de la collégiale de Zonnebeke en Flandre, il a cinq frères et sœurs dont Ulric (mort après 1102) et Fromold (ca. 1077-ap. 6 mai 1124), successivement châtelains d’Ypres après leur père,.
Lambert est mentionné dès 1093 comme clerc. En 1100, il officie comme archidiacre de Tournai, charge sans doute occupée à partir de 1095-1096 et qu’il va donc assurer durant près de vingt ans. En 1108, il est l’un des destinataires de l’appel d’Adalgod von Osterburg (de), archevêque de Magdebourg, visant à rétablir l’Église dans les régions slaves à l’est de l’Elbe. Il est également cité, dès 1110, comme prévôt de l'abbaye de Zonnebeke.
En 1113, il est élu évêque de Noyon-Tournai en remplacement de Baudry (ou Baldéric) décédé la même année, et est consacré le 8 mars 1114. Cette élection intervient malgré l’opposition du chapitre de Tournai, qui souhaitait depuis longtemps séparer le diocèse de Tournai de celui de Noyon. Le 6 novembre 1114, ce chapitre obtient du pape Pascal II une bulle l’autorisant à élire un évêque : avec le soutien du roi de France Louis VI le Gros, Héribert (ou Herbert), archidiacre de Thérouanne entre 1105 et 1133, est ainsi nommé évêque de Tournai. Les deux partis en ayant fait appel à Rome, le différend est finalement tranché en faveur de Lambert. Cette décision sera confirmée en 1121 par une bulle du pape Calixte II maintenant l’unité des diocèses de Noyon et Tournai, et contraignant les Tournaisiens à recevoir l’évêque de Noyon comme le leur,.

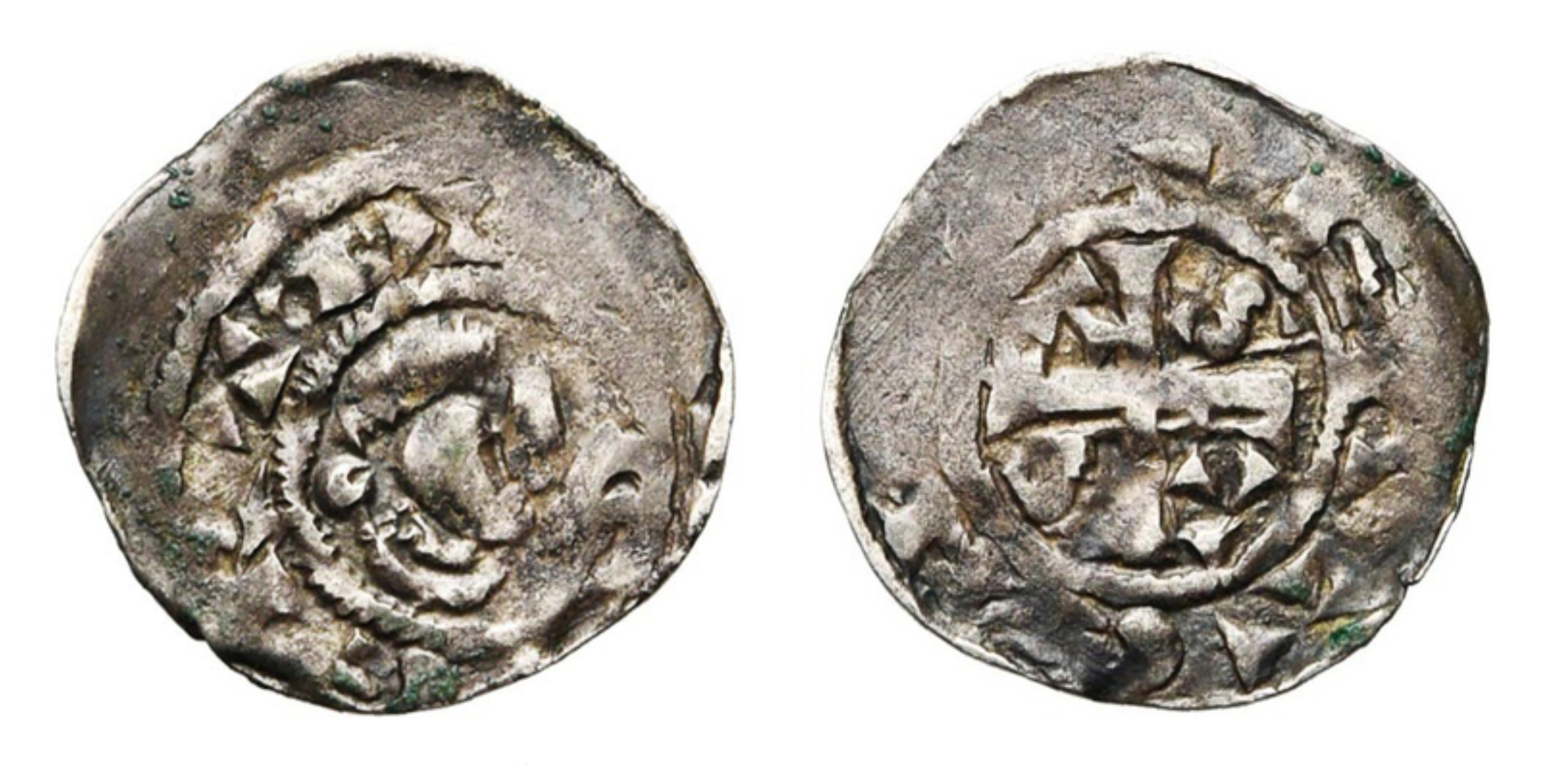
Maille ou petit denier de Lambert de Zonnebeke. Argent, frappe entre 1114 et 1121.

Durant son épiscopat, Lambert doit faire face à des accusations de simonie, en l’espèce d’avoir monnayé son élection et d'avoir empêché cette division prévue de l'évêché en deux diocèses en versant de l'argent à la papauté. Il frappe monnaie comme ses prédécesseurs, les évêques de Tournai ayant reçu, au cours du IXe siècle, ce privilège de Charles II le Chauve ou de Charles III le Simple. Cette monnaie de l’évêque, le denier de Tournai, est aussi utilisée comme monnaie de compte,.
Le 1er mai 1122, Lambert préside à l’élévation des reliques de saint Arnould, évêque de Soissons, en l’abbaye d’Ourscamp,. On lui doit plusieurs chartes, dont une de 1116 pour l'abbaye Saint-Bertin de Saint-Omer, et une de 1122 pour l'église de Sijsele en Flandre occidentale.
Lambert de Zonnebeke meurt le 6 juillet 1122 ou 1123,. Le lieu de son inhumation n’est pas documenté.